# Trichoptya ochrigramma
Trichoptya ochrigramma là một loài bướm đêm trong họ Noctuidae.